# Tráfego médio diário anual
O tráfego médio diário anual (TMDA) é uma medida utilizada principalmente em planeamento de transportes e engenharia de transportes. Trata-se de uma quantificação do volume total de tráfego de veículos de uma determinada estrada durante um ano, a dividir por 365 dias. O TMDA é uma medida simples mas útil porque determina a intensidade do uso dessa determinada via.
O TMDA é a medida padrão para a avaliação da carga de tráfego de veículos numa secção da via e é a base para a maioria das decisões relacionadas com o planeamento de transportes ou os riscos ambientais de contaminação relacionada com o transporte rodoviário.

## Usos

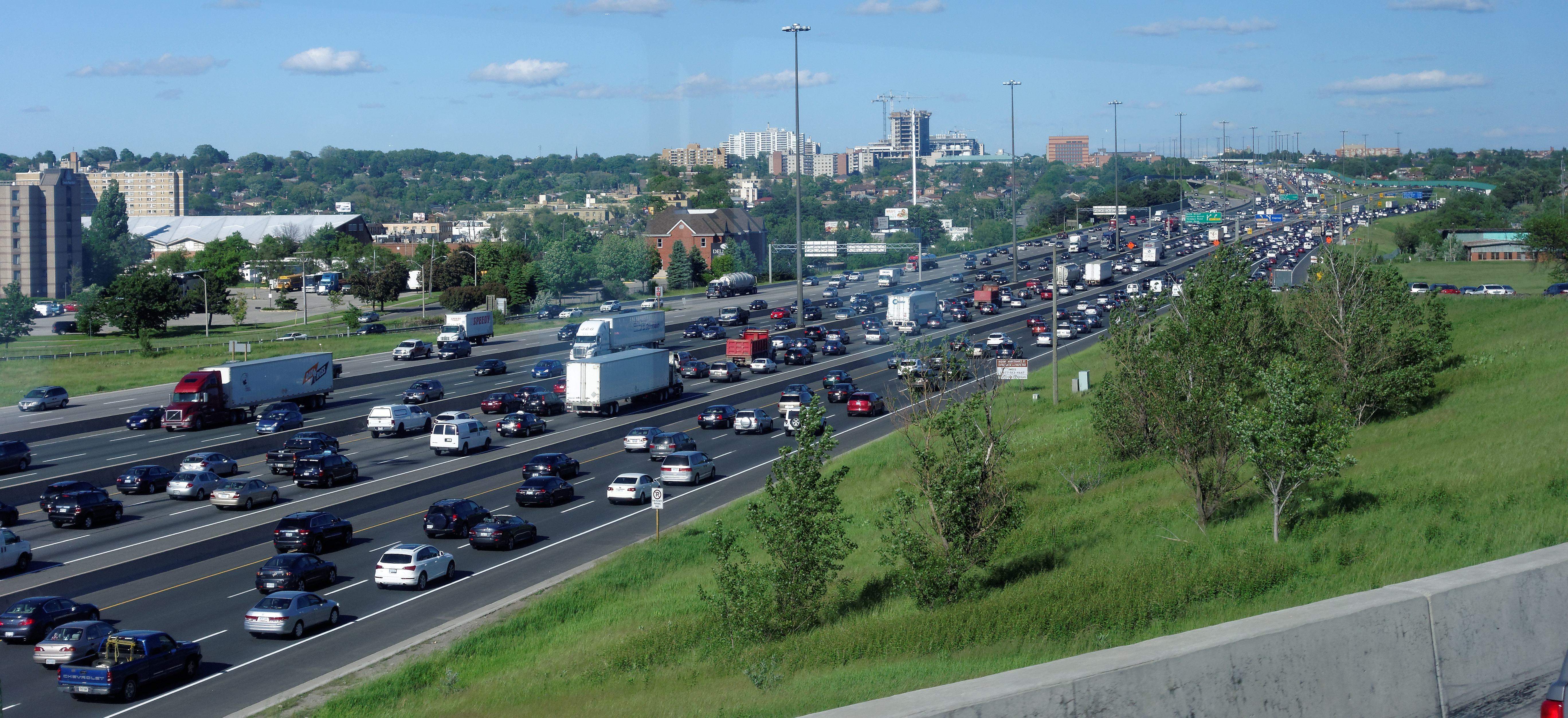
A autoestrada 401 no Ontário, no Canadá, tem um TMDA superior a 410000 veículos em alguns trechos em Toronto.

Um dos usos mais importantes do TMDA é a determinação de orçamentos para a manutenção e melhoramento das estradas. Por exemplo, nos Estados Unidos, a quantidade de fundos federais que um estado recebe está relacionada com o tráfego total medido na sua rede viária. Cada ano, em 15 de junho, todos os estados enviam um relatório do sistema viário no seu território. Este relatório contém informação diversa sobre os trechos viários no estado baseados em contagens de veículos e converte-se o valor para distância média percorrida (vehicle mileage traveled - VMT). VMT é TMDA multiplicado pelo comprimento dos trechos viários. Para determinar a quantidade de tráfego que tem um estado, o valor de TMDA não pode ser somado para todos os segmentos viários, já que o TMDA é uma razão. 
Existem medidas similares, como o tráfego médio anual entre semanas, ou o tráfego diário médio de verão.